# 蒋嘉宾
蒋嘉宾（1902年9月6日—1992年1月23日），字傍川，安徽省砀山县赵屯乡蒋庄人。第六届全国政协委员。

## 生平
1946年8月刘邓大军出击陇海路作战，8月14日砀山县民主政府县长史晓昭、冀鲁豫三地委城工部长李汝太受七纵司令员杨勇、陇海铁路东段临时指挥部政委王幼平之命，前往虞城做蒋嘉宾的工作，争取其率部起义。副司令刘耕来、高一侠反对起义。8月15日蒋嘉宾向全国发出“起义通电”，命令部队集结于康楼、小乔集、大乔集，解放军接收虞城、马牧集、杨集等地，虞城县全境解放，为解放军迅速攻克砀山、黄口提供了条件。晋冀鲁豫军区代表王幼平、第七纵队代表康健、第四纵队代表李公俭、豫东纵队代表魏凤楼先后到康楼慰问。刘邓任命蒋嘉宾为鲁西南纵队司令员，发贺电说：“蒋司令率十八纵队全体将士高举救国之义旗，毅然退出卖国内战，这不仅予内战卖国祸首以当头棒喝，且予全国民主爱国运动有力声援，造福民族国家甚巨。民族危急有加无已，救国救民、吾辈天职，愿共逸之。”《新华社菏泽十七日电》：“陇海中段前线国民党夏邑、虞城、永城联合指挥部总指挥蒋嘉宾将军率其所部五千于本月十五日在虞城东南康楼举行反内战独裁的光荣起义。该部起义后即与八路军并肩为中国人民独立和民主解放事业而奋斗。至此虞城及其全境重获解放。全县人民欣喜若狂，热烈庆祝与慰劳蒋嘉宾将军及全体起义战士。”8月22日，解放军主力北撤，蒋率部开往黄河故道以北解放区，走到黄河故道南大堤槐树李庄，内部生变，副司令刘耕来、高一侠、丁纯一，团长葛洪章、刘砀玺、黄新晢等拉部队投奔国民党第五军，起义失败。
1955年被安排在河南新乡师范学院图书馆馆长、新乡市政协委员、河南省政协常委。1985年，经中共河南省委批准重新人党。